# 1590 aux échecs
| Années des échecs : 1587 - 1588 - 1589 - 1590 - 1591 - 1592 - 1593    |
| Décennies des échecs : 1560 - 1570 - 1580 - 1590 - 1600 - 1610 - 1620 |

Cet article présente les faits marquants de l'année 1590 aux échecs.

## Nécrologie
- Giulio Polerio joue la première partie de Gambit-roi qui sera conservée par écrit [1].